# Jan Ottosson
Jan Ottosson (n. 10 martie 1960, Comuna Färgelanda, Älvsborg County⁠(d), Suedia) este un schior de fond ce a reprezentat Suedia, medaliat olimpic. A participat la 2 ediții ale Jocurilor Olimpice (1984, 1988) în care a câștigat o medalie de aur.